# Jagdfliegerführer
Jagdfliegerführer, também conhecido como Jafü, é um termo em alemão para designar um comando de combate aéreo. Originalmente criadas como unidades administrativas, ao longo da guerra passaram também a ser responsáveis pelo controlo operacional das operações de combate aéreo.